# Raymond Hakim
Pour les articles homonymes, voir Hakim.
Raymond Hakim (23 août 1909, Alexandrie - 14 août 1980, Deauville) est un producteur de cinéma français.

## Biographie
La famille Hakim compte quatre frères originaires de la communauté juive d'Alexandrie.
Raymond Hakim commence dans les années 1920 à travailler avec l'un de ses frères aînés Robert Hakim (1907-1992),, pour une filiale égyptienne de la Paramount Pictures installée au Caire. 
Vers 1930, il rejoint la filiale française de la Paramount, à Joinville-le-Pont.
Les frères Hakim gèrent alors deux importantes salles de cinéma à Paris, à savoir L'Alhambra et l'Élysée-Gaumont.
En juillet 1935, Raymond et Robert Hakim fondent une société de production, la Paris-Film Production, avec Raphaël Selim Hakim (1906-1975), l'aîné de la fratrie, et Afif Michel Gargour, chacun ayant 25 % des parts du capital fixé à 100 000 francs. Le siège parisien est situé au 79 avenue des Champs-Élysées. Gargour est l'ancien directeur des studios Pathé-Natan à Joinville ; il sort du capital en mars 1936, mais reste producteur délégué.
Ils produisent alors plusieurs films célèbres, entre autres de Julien Duvivier et Jean Renoir.
En 1940, avec l'Occupation, les frères Hakim partent aux États-Unis, où ils reprennent leurs activités à partir de 1945. La société est aryanisée dès janvier 1941, René Crémière nommé administrateur provisoire, la dissout en janvier 1943.
Le duo est rejoint par leur frères cadet, André Hakim (1915-1980), qui devient également producteur, pour la 20th Century Fox, dans les années 1950.
Robert, Raphaël et Raymond Hakim reviennent en France en 1950-1951 et relancent Paris-Film Production. En 1968, ils achètent les droits pour trente ans de Belle du seigneur d'Albert Cohen mais le film ne se fait pas.
Robert, qui est le deuxième à disparaître, est inhumé aux côtés de Raphaël et Raymond au cimetière du Père-Lachaise (60e division).

## Filmographie
- 1936 : Samson de Maurice Tourneur
- 1937 : Marthe Richard, au service de la France de Raymond Bernard
- 1937 : Pépé le Moko de Julien Duvivier
- 1937 : Naples au baiser de feu d'Augusto Genina
- 1938 : La Bête humaine de Jean Renoir
- 1938 : La Femme du boulanger de Marcel Pagnol
- 1946 : Un cœur à prendre (Heartheat) de Sam Wood
- 1947 : The Long Night d'Anatole Litvak
- 1947 : L'Éventail de Emil E. Reinert
- 1949 : Crépuscule (Without Honor) d'Irving Pichel
- 1951 : La Femme au voile bleu de Curtis Bernhardt
- 1952 : Casque d'Or de Jacques Becker
- 1953 : Thérèse Raquin de Marcel Carné
- 1954 : Mam'zelle Nitouche d'Yves Allégret
- 1956 : Notre Dame de Paris de Jean Delannoy
- 1957 : Pot-Bouille de Julien Duvivier
- 1959 : À double tour de Claude Chabrol
- 1960 : Plein Soleil de René Clément
- 1960 : Les Bonnes Femmes de Claude Chabrol
- 1960 : L'Avventura de Michelangelo Antonioni
- 1961 : Les Godelureaux de Claude Chabrol
- 1962 : L'Éclipse (L'Eclisse) de Michelangelo Antonioni
- 1962 : Eva de Joseph Losey
- 1963 : Chair de poule de Julien Duvivier
- 1964 : La Ronde de Roger Vadim
- 1964 : Week-end à Zuydcoote d'Henri Verneuil
- 1967 : Belle de jour de Luis Buñuel
- 1968 : Isadora de Karel Reisz
- 1969 : La Fiancée du pirate de Nelly Kaplan
- 1972 : Le Rempart des Béguines de Guy Casaril
- 1976 : La Marge de Walerian Borowczyk